# 22167 Lane-Cline
22167 Lane-Cline è un asteroide della fascia principale. Scoperto nel 2000, presenta un'orbita caratterizzata da un semiasse maggiore pari a 2,3041958 UA e da un'eccentricità di 0,0713950, inclinata di 6,44197° rispetto all'eclittica.